# ChocQuibTown
ChocQuibTown (acrónimo de Chocó y Quibdó más el anglicismo town ‘pueblo’), en ocasiones estilizado como Chocquibtown, fue un grupo colombiano de hiphop activo desde 2000 hasta 2023 y conformado por los cantantes Gloria «Goyo» Martínez, Carlos «Tostao» Valencia y Miguel «Slow» Martínez. Su sonido fusionaba el funk, el hiphop estadounidense, el reggae jamaicano y los elementos de la música electrónica para producir elaborados ritmos; así como también con los ritmos folclóricos de la costa pacífica colombiana, tales como el bunde, el currulao, el bambazú y el aguabajo; y de Latinoamérica y el Caribe como la salsa.

## Integrantes

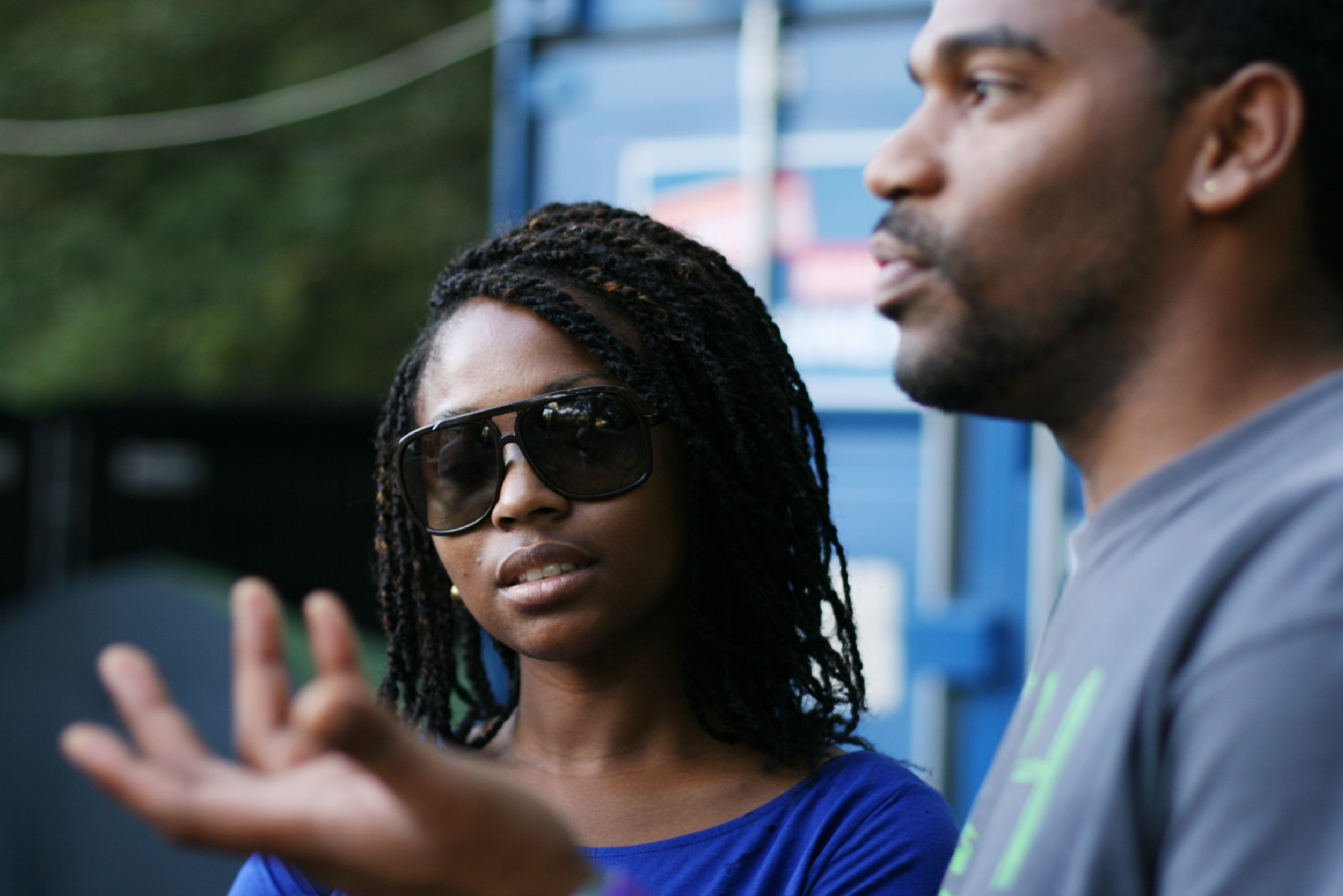
Goyo y Tostao en Budapest, Hungría, en 2011.

### Goyo
Gloria Emilse Martínez Perea, más conocida como Goyo, es una cantante, productora musical y cofundadora del grupo. Nació en Condoto, Chocó, en la costa pacífica colombiana, el 12 de julio de 1982.  Ahora se encuentra enfocada en su carrera como solista.

### Tostao
Carlos Yahanny Valencia Ortiz, más conocido como Tostao, es el exesposo de Goyo. Nació en Quibdó, Chocó, el 5 de marzo de 1981, y ya desde los ocho años comenzó a dar sus pasos en la música a través de la percusión. Trabajó en proyectos musicales nacionales como Iroko, Carbono, Mensajeros, Mojarra Eléctrica, Buena Vibra Sound System y otros de música jazz. Su última presentación como solista fue en la Media Torta en Bogotá.

### Slow Mike
Miguel Andrés Martínez Perea, más conocido como Slow Mike o Slow, es hermano de Goyo. Nació el 30 de junio de 1986, en Condoto, Chocó. Es el encargado de los ritmos,  la producción y el manejo de los ritmos electrónicos de la banda. 

### Músicos de concierto
Instrumentistas en conciertos, giras y grabaciones especiales.
- Barry Viveros: Tambora, marimba.
- Álex Sánchez Alcalde: Bajo eléctrico.
- Milton Jurado: Guitarra eléctrica.
- Mateo Morales: Batería.
- Luis Meza: Saxofón.
- Lafér: Corista.

## Carrera musical

### 2006: «Somos Pacífico»
«Somos Pacífico» fue el primer éxito de ChocQuibTown; por ello quisieron a su primer álbum de estudio bautizarlo con este nombre en sus dos versiones Somos Pacífico: primera edición (2006) y Somos Pacífico: segunda edición (2007), y que fue mezclada por el productor británico Richard Blair,

### 2008:Oro
Su último disco, Oro, tuvo como sencillo principal a «El bombo» en 2008, cuyo lanzamiento fue un éxito e incluso tuvo una remezcla que tiene como invitados a artistas nacionales muy cercanos a ellos y a Sargento García. 
Este impacto músico cultural que ha logrado la banda se ha expandido fuera de Colombia, en giras , en festivales y conferencias como la Latin Alternative Music Conference de Nueva York y el South by Southwest de Austin (Tejas), y conciertos alrededor de veinte países, tales como España, Alemania, los Estados Unidos, Suiza, los Países Bajos, Dinamarca, la Argentina, el Brasil, Venezuela y Cuba. ChocQuibTown también estuvo presente en la ceremonia de premiación de la undécima entrega de los premios Grammy Latinos, donde brindaron un espectáculo en vivo.
En 2004 son los ganadores del Festival de Hiphop al Parque en Bogotá; en 2006 reciben una mención de honor por parte del festival más importante de música del Pacífico colombiano: Festival Petronio Álvarez; en los premios Shock de 2007 ganan la categoría de Pura gozadera, y las categorías Mejor interpretación urbana del año por su canción «Somos Pacífico» y Mejor artista solista o grupo urbano del año en los premios Nuestra Tierra. También fueron nominados en los Grammy Latinos de 2009 como Mejor nuevo artista y ganadores en 2010 del Grammy Latino a la Mejor canción alternativa del año por «De donde vengo yo».

### 2011: «Creo en América»
En 2011 ChocQuibTown fue elegido para que cantara la canción de la Copa América 2011 junto al cantante argentino de pop latino Diego Torres y la estrella brasileña Ivete Sangalo, llamada «Creo en América», la cual ya ha sido todo un éxito en Latinoamérica y se convierte en una de las canciones más sonadas de 2011.
En marzo de 2015 lanzan el primer sencillo promocional de su nuevo material discográfico. El tema se titula «Cuando te veo» y se posiciona en el vigésimo lugar de la lista del Monitor Latino de Colombia.
El 19 de noviembre en la décima sexta celebración de los Grammy Latinos ganarían el premio al Mejor álbum de fusión tropical por el «El mismo», además de presentar un espectáculo con la canción «Salsa choque».

## Álbumes de estudio
- 2007: Somos Pacífico
- 2008: París-Bogotá[n. 1]
- 2008: El bombo
- 2009: Oro
- 2011: Eso es lo que hay
- 2013: Behind the Machine
- 2015: El mismo
- 2018: Sin miedo
- 2020: ChocQuib House

## Filmografía
Goyo
- 2016: La Voz Teens, entrenadora

## Premios y menciones
- Ganadores del Festival Hiphop al Parque de 2004
- Mención especial del Festival Petronio Álvarez de 2006
- Ganadores de los Premios Shock en la categoría Pura Gozadera 2007
- Premios Nuestra Tierra Movistar 2008 - Categorías:

1. Mejor interpretación Urbana del año: Somos Pacífico CQT.
2. Mejor artista solo o grupo Urbano del año: CQT.

- Nominación Premios Grammy Latino en la categoría Mejor Nuevo Artista 2009
- Ganadores Premios Grammy Latino en la categoría Canción Alternativa del año "De Donde Vengo Yo" 2010
- Ganadores de Premios Shock de la Música en la categoría Mejor Agrupación del año "ChocQuibTown" 2010
- Ganadores de Premios Shock de la Música en la categoría Voz del año "Goyo de ChocQuibTown, por Oro" 2010
- La canción "El Bombo" Forma parte de la Banda sonora del Videojuego FIFA 11
- La canción "Uh LaLa" Forma parte de la Banda sonora del Videojuego FIFA 15
- Ganadores Premios Grammy Latino en la categoría Mejor Álbum de Fusión Tropical por el "El Mismo" 2015

## Premios y nominaciones

### Premios Grammy
| Año  | Trabajo nominado     | Categoría                  | Resultado |
| ---- | -------------------- | -------------------------- | --------- |
| 2011 | Oro                  | Mejor Álbum de Rock Latino | Nominado  |
| 2015 | Detrás de la máquina | Mejor Álbum de Rock Latino | Nominado  |

### Premios Grammy Latinos
| Año  | Trabajo nominado                                                   | Categoría                           | Resultado |
| ---- | ------------------------------------------------------------------ | ----------------------------------- | --------- |
| 2009 | ChocQuibTown                                                       | Mejor Nuevo Artista                 | Nominado  |
| 2010 | De donde vengo yo                                                  | Mejor canción de Música Alternativa | Ganador   |
| 2012 | Eso es lo que hay                                                  | Mejor Álbum de Música Alternativa   | Nominado  |
| 2012 | Calentura (feat. Tego Calderón & Zully Murillo)                    | Grabación del Año                   | Nominado  |
| 2012 | Eso es lo que hay                                                  | Álbum del Año                       | Nominado  |
| 2014 | El mar de sus ojos (feat. Carlos Vives)                            | Canción del Año                     | Nominado  |
| 2015 | El mismo                                                           | Mejor Álbum de Fusión Tropical      | Ganador   |
| 2019 | Pa' olvidarte Remix (feat. Farruko, Zion & Lennox y Manuel Turizo) | Mejor Fusión/Interpretación Urbana  | Nominado  |
| 2019 | Pa' olvidarte Remix (feat.Farruko, Zion & Lennox y Manuel Turizo)  | Mejor Canción Urbana                | Nominado  |

### Premios Nuestra Tierra
| Año  | Trabajo nominado     | Categoría                  | Resultado |
| ---- | -------------------- | -------------------------- | --------- |
| 2008 | ChocQuibTown         | Artista urbano             | Ganador   |
| 2008 | Somos Pacífico       | Canción urbana             | Ganador   |
| 2010 | ChocQuibTown         | Artista urbano             | Nominado  |
| 2010 | Toquenme el Mombo    | Canción urbana             | Nominado  |
| 2011 | ChocQuibTown         | Artista urbano             | Nominado  |
| 2012 | ChocQuibTown         | Artista del año            | Nominado  |
| 2012 | ChocQuibTown         | Artista urbano             | Ganador   |
| 2012 | De Donde Vengo Yo    | Canción urbana             | Ganador   |
| 2012 | De Donde Vengo Yo    | Canción folclórica         | Ganador   |
| 2012 | @Chocquibtown        | Tuitero del año            | Nominado  |
| 2013 | ChocQuibTown         | Artista del año            | Nominado  |
| 2013 | Eso es lo que Hay    | Álbum del año              | Nominado  |
| 2013 | ChocQuibTown         | Artista urbano             | Nominado  |
| 2013 | ChocQuibTown         | Artista folclórico         | Ganador   |
| 2013 | www.chocquibtown.com | Mejor página web           | Nominado  |
| 2013 | @Chocquibtown        | Tuitero del año            | Nominado  |
| 2013 | Hasta el Techo       | Canción del año            | Nominado  |
| 2013 | ChocQuibTown         | Artista folclórico         | Ganador   |
| 2014 | Behind The Machine   | Álbum del año              | Nominado  |
| 2014 | Oh Lals              | Canción alternativa / Rock | Ganador   |
| 2020 | Pa Olvidarte         | Canción urbana del Año     | Nominado  |
| 2020 | Chocquibtown         | Artista urbano del Año     | Nominado  |
| 2021 | Fresa                | Canción del Año            | Nominado  |
| 2021 | Fresa                | Canción urbano del Año     | Nominado  |

## Vida personal
Luego de 10 años de noviazgo, dos de los integrantes del grupo — Gloria Martínez "Goyo" y Carlos Valencia "Tostao" — contrajeron matrimonio en diciembre de 2011. En  2013 se confirmó que tuvieron a su primera hija, llamada Saba. Luego de 11 años se confirmó su separación, se dice que la integridad del grupo esta corriendo riesgo.